# Park ke 100. výročí vzniku ČSR
Park ke 100. výročí vzniku ČSR se nachází u rektorátu VŠB - Technické univerzity Ostrava v Porubě, místní části statutárního města Ostrava v Moravskoslezském kraji.

## Další informace
Park vznikl v roce 2018 s cílem vytvořit zajímavý a veřejně přístupný prostor pro připomínku 100. let výročí vzniku Československé republiky. Cílem bylo také vytvořit kulturní a estetické prostředí zejména pro krátkodobý odpočinek a studium studentů a kolemjsoucích osob u vstupu do univerzitního areálu s respektem k současným hodnotám i požadavkům na budoucí využití. V parku byla provedena výsadba 10 kusů lípy srdčité (národní strom České republiky) doplněná solitérním rozpůleným kamenem s daty události. Významným prvkem je rovněž modelace terénu symbolizující reliéfní členitost České republiky a trasa neformálního chodníku symbolizujícího toky řek. Park je veřejnosti celoročně volně přístupný s cílem podporovat vazbu veřejného prostoru Poruby a veřejného prostoru kampusu VŠB-Technické univerzity Ostrava.
Park se nachází mezi Geologickým pavilonem profesora F. Pošepného a plastikami Pedagogové a studenti.

## Galerie

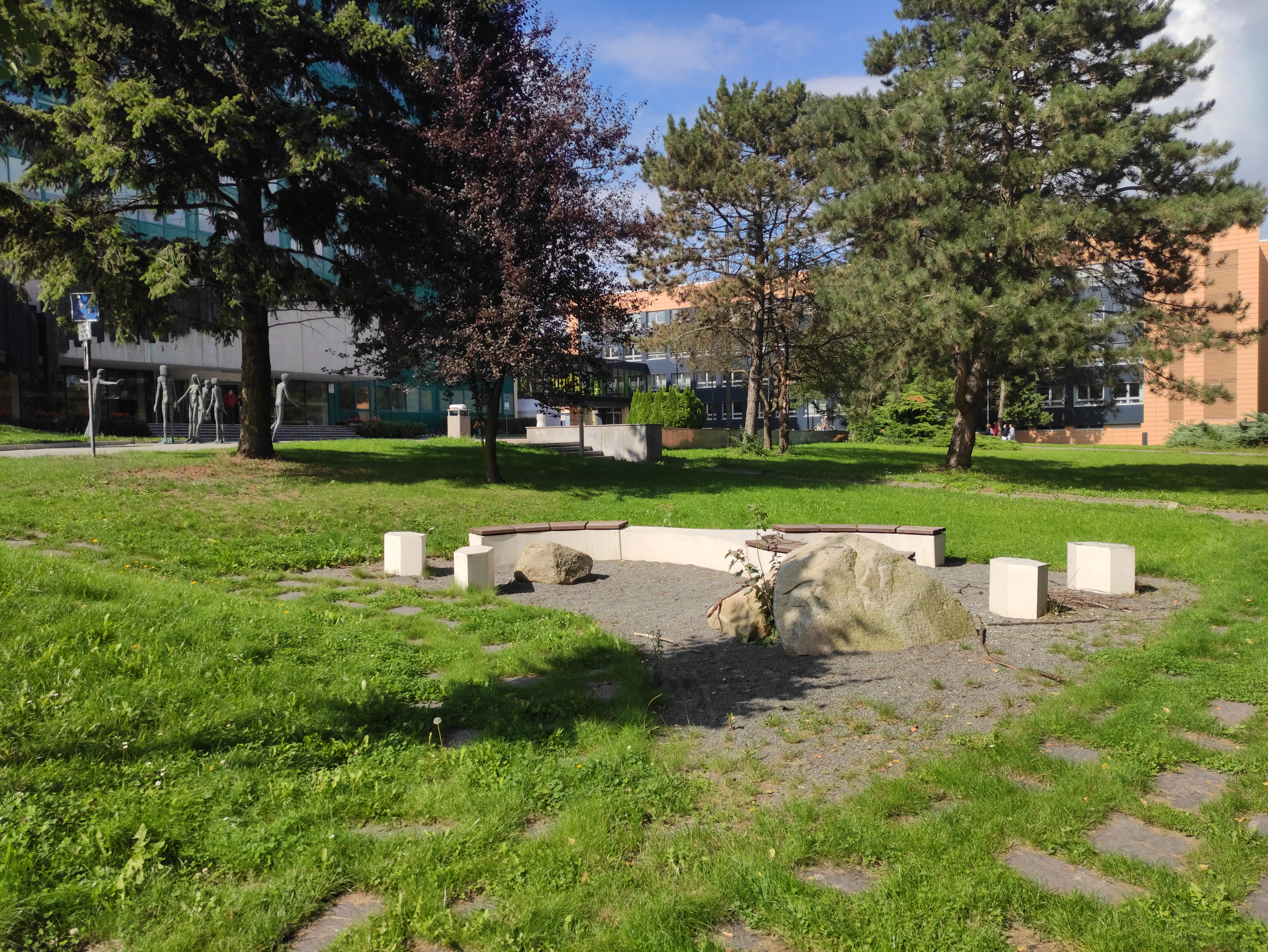
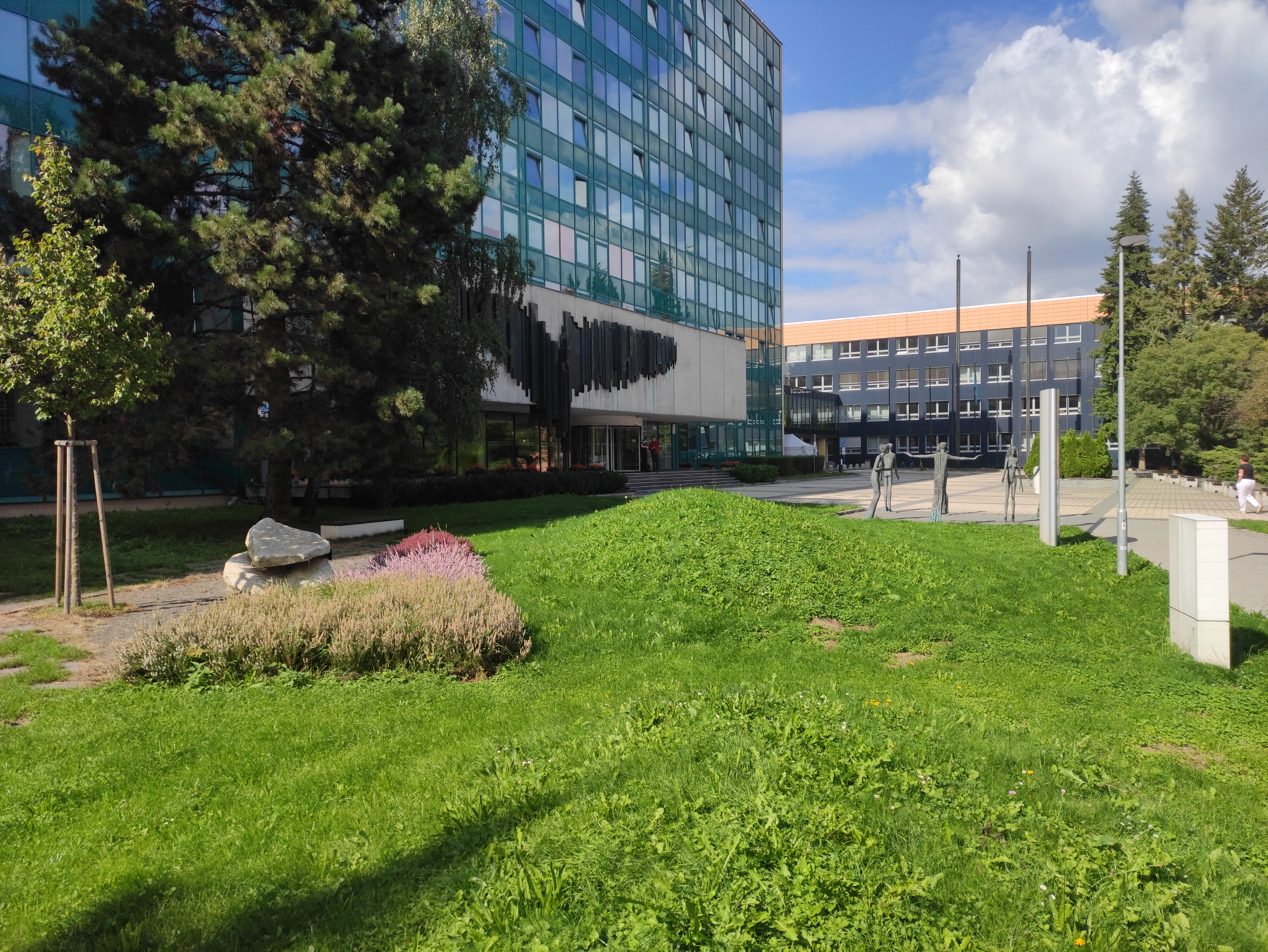
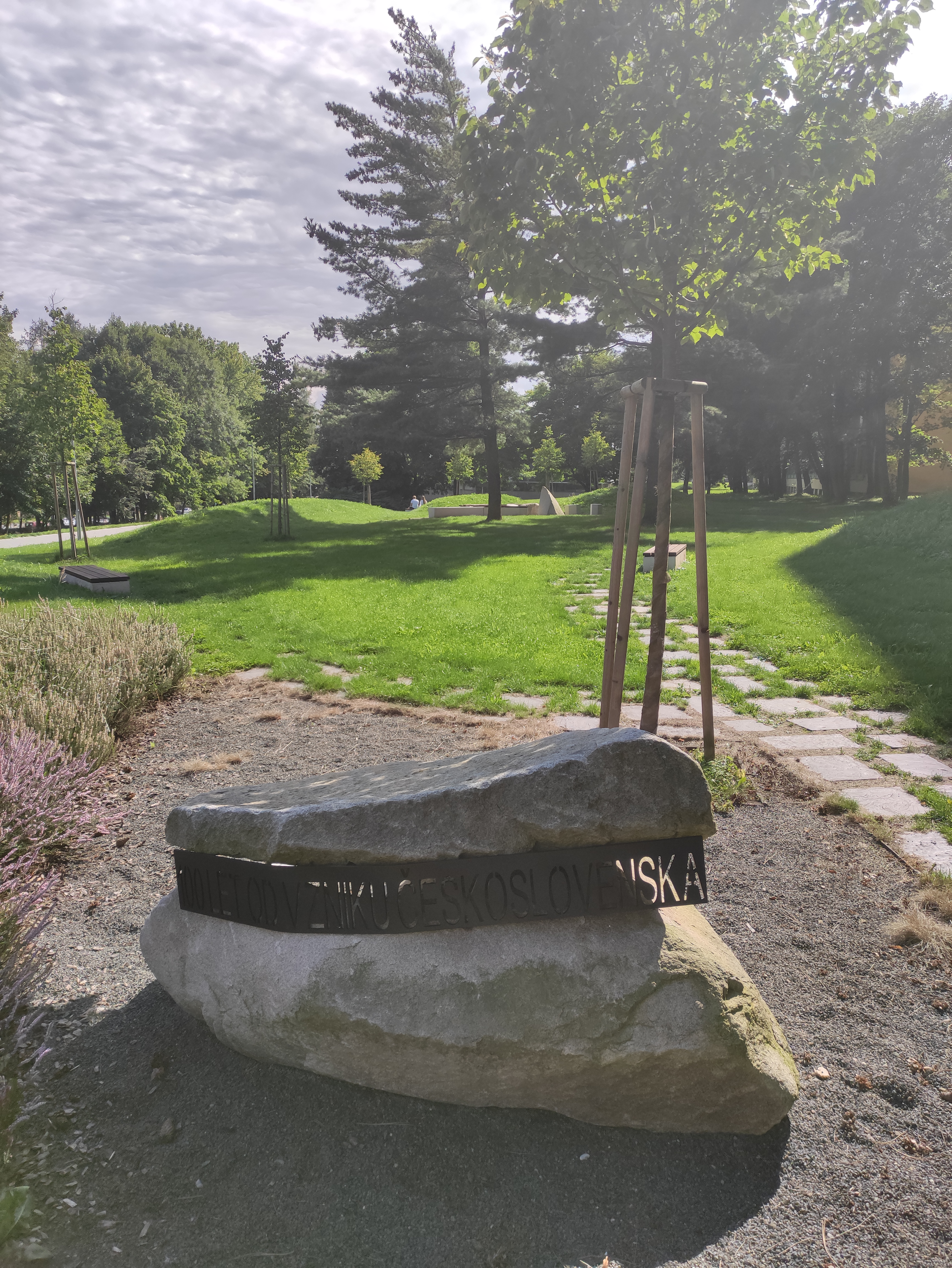
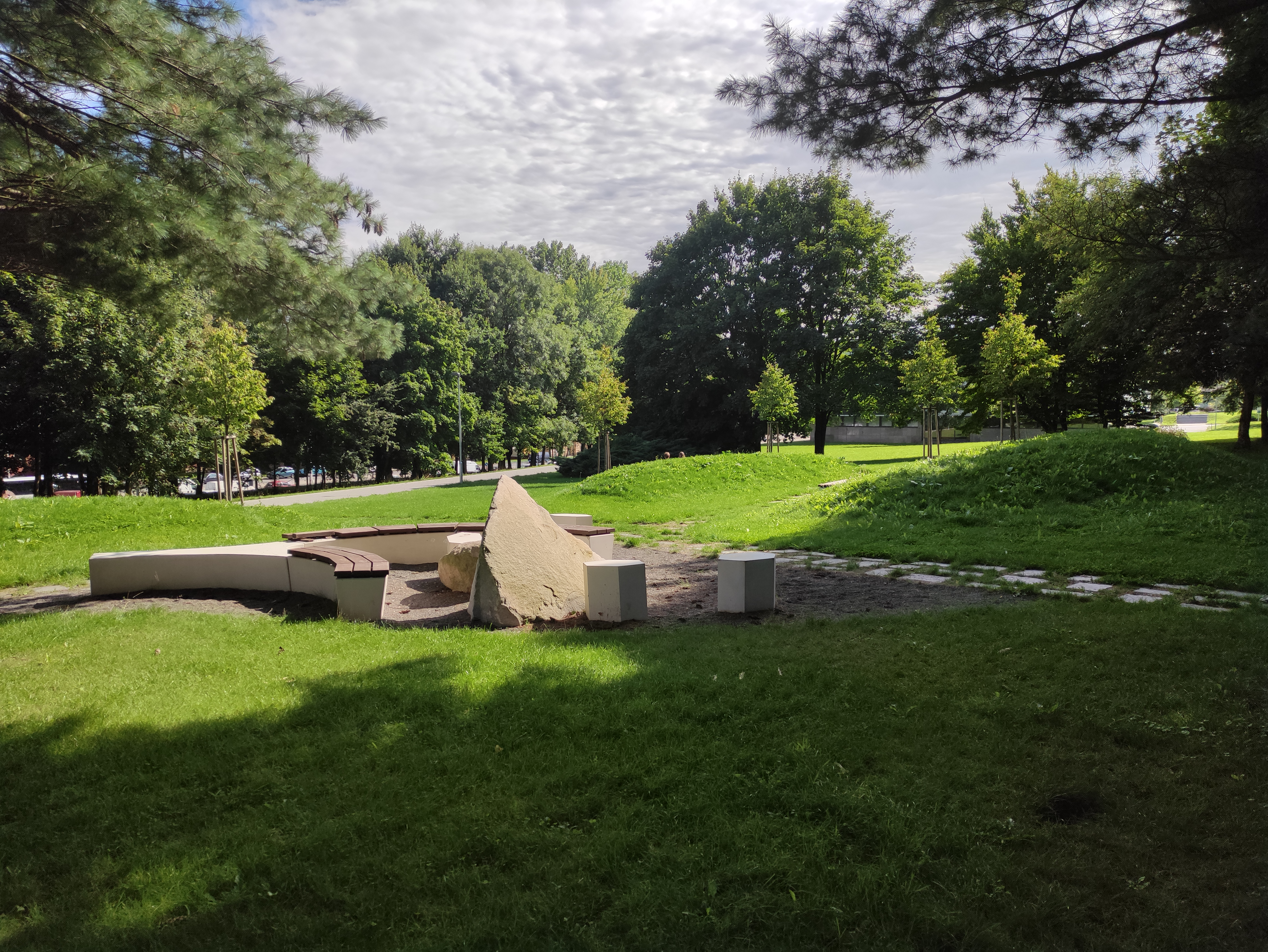